# Dactylorhiza mixta
Dactylorhiza mixta är en orkidéart som först beskrevs av Paul Friedrich August Ascherson och Karl Otto Robert Peter Paul Graebner, och fick sitt nu gällande namn av Ined.. Dactylorhiza mixta ingår i Handnyckelsläktet som ingår i familjen orkidéer. Inga underarter finns listade i Catalogue of Life.